# ルパート・ハイン
ルパート・ハイン（Rupert Hine、1947年9月21日 - 2020年6月4日）は、イングランドのミュージシャン、ソングライター、音楽プロデューサーである。ラッシュ、ケヴィン・エアーズ、ティナ・ターナー、ハワード・ジョーンズ、サーガ、フィクス、ボブ・ゲルドフ、トンプソン・ツインズ、スティーヴィー・ニックス、クリス・デ・バー、スザンヌ・ヴェガ、アンダーワールド、ダンカン・シーク、フォーミュラ、エレノア・マックヴォイなどのアーティストのアルバムをプロデュースした。また、自分名義や、疑似バンド名であるシンクマン名義、およびクォンタム・ジャンプのバンド・メンバーとしてのアルバムを含む、11枚のアルバムをレコーディングした。

## 略歴
ルパート・ハインはロンドンのウィンブルドンで生まれた。
1960年代初頭、ハインはフォーク・デュオ、ルパート・アンド・デイヴィッド (Rupert & David)をその片割れとして結成した。デュオはパブやクラブで演奏し、時折、当時まだ無名だったポール・サイモンとステージを共にした。このデュオによるシングル（1965年、デッカ・レーベル）は、サイモンの「サウンド・オブ・サイレンス」のカバーであった。シングルは成功しなかったが、ギターに若き日のジミー・ペイジ、ベースにハービー・フラワーズをフィーチャーしたことで注目に値する。
1970年代初頭、ハインは自分名義で『ピック・アップ・ア・ボーン』（1971年）と『アンフィニッシュド・ピクチャー』（1973年）という2枚のアルバムをリリースした。1973年、ギタリストのマーク・ワーナー、ベーシストのジョン・G・ペリー（当時はキャラヴァン）とドラマーのトレヴァー・モライ（元ザ・ペドラーズ）と共にクォンタム・ジャンプというバンドを結成し、アルバム『クォンタム・ジャンプ』（1976年）と『BARRACUDA』（1977年）をリリースした。収録曲「Lone Ranger」（『クォンタム・ジャンプ』から）を再リリースした後、1979年に予期せぬ全英トップテン・ヒットとなり、最初の2枚のクォンタム・ジャンプのアルバムから選択したトラックのリワークによる3枚目のアルバム『Mixing』がリリースされた。
クォンタム・ジャンプが解散した後、ハインは『イミュニティー』（1981年）、『漂流』（1982年）、『飛翔への野望』（1983年）という、自身の名前によるアルバム3部作をリリースした。『飛翔への野望』のアメリカでのリリースは2曲をはずし、他の2曲を根本的に作り直し、1981年の『イミュニティー』から2曲を組み込んだ。これには、マリアンヌ・フェイスフルのゲスト・ボーカルをフィーチャーし、オーストラリア・チャートで14位に達するマイナーヒットを記録した「Misplaced Love」が含まれている。1985年、ハインはブラック・コメディの映画『Better Off Dead』のサウンドトラックにて多くの曲を書き、プロデュースした。
1994年、ハインはアルバム『The Deep End』をリリースした。1995年に彼はギタリストのフィル・パーマー、ポール・キャラック、スティーヴ・フェローン、トニー・レヴィンと共にバンド、スピン・ワン・ツーを結成した。グループは、ジミ・ヘンドリックス、ザ・フー、レッド・ツェッペリン、ブラインド・フェイス、スティーリー・ダン、ボブ・ディランなどのアーティストによるロック・ナンバーのカバーで構成された、セルフタイトルのプロジェクト・アルバムをリリースした。
2008年、ハインはコンピレーション・アルバム『ソングス・フォー・チベット - アート・オブ・ピース』の監修を担当し、自身の曲「The Heart of the Matter」（『The Deep End』から）のリミックス・バージョンもそれに貢献した。2008年の北京オリンピック期間中、アルバムはiTunesにおいて世界中から3番目にダウンロードされた。
ハインは、テイター・ラッセンによってプロデュースされたノルウェン・ルロワによる2009年のCD『Le Cheshire Cat et moi』のために2曲を書いた。
ルパート・ハインは2011年に、BMG著作権マネージメントとの共同音楽出版プロジェクトである「Auditorius」を立ち上げた。同年11月、ボブ・ゲルドフからの推薦を受け、ルパートはAPRSから「芸術、科学、レコーディング・ビジネス」への特別な貢献を認められてサウンド・フェローシップ賞を受賞した。ハインは、ジョー・ボイド、クライヴ・グリーン、ボブ・ラドウィック、ジミー・ペイジ、クリス・トーマスと共に、APRS会長であるサー・ジョージ・マーティンから賞を受け取った。ポール・マッカートニー、ピーター・ガブリエル、クリス・ブラックウェルなどのサウンドおよび音楽のイノベーターである、過去に活躍したエリート・グループもフェローシップ賞を受賞している。
2015年3月、エソテリック・レコーディングス（チェリー・レッド・レコード傘下）は、アルバム『Unshy on the Skyline』を発売した。これは、1981年から1983年にかけてハインに作られた3枚のアルバム『イミュニティー』『漂流』『飛翔への野望』や、詩人でありアーティストであるジャネット・テレーズ・オブストの歌詞に加えて、ミュージシャンのロバート・パーマー、フィル・コリンズ、ギタリストのフィル・パーマーといったゲストによる演奏がフィーチャーされている。このアルバムは、オリジナルのアルバムでレコーディング、ミキシング、共同プロデュースを行ってきた、ハインの長年の友人でサウンド・エンジニアであるステファン・W・テイラーによってリマスターされた。
2015年7月にダライ・ラマの80歳の誕生日を祝うため、「Art of Peace Foundation」は、ハインにダライ・ラマのビジョンを祝って名誉を与えるため、『The Art Of Peace - Songs For Tibet II』を制作するよう依頼した。ハインが2008年に制作しグラミー賞にノミネートされた『ソングス・フォー・チベット - アート・オブ・ピース』の続編で、アーティストによる楽曲提供は、スティング、ピーター・ガブリエル、ロード、ケイト・ブッシュ、エルボー、ダンカン・シーク、ハワード・ジョーンズ、ザ・ファミリー・クレスト、エド・プロセック、オブ・モンスターズ&メン、ボブ・ゲルドフ、クリスタル・メソッド、ライヴァル・サンズ、エレノア・マックヴォイ、そしてハイン自身によるものだった。
2019年8月30日、エソテリック・レコーディングスは、ハインのシンクマン・プロジェクトによるアルバム『フォーミュラ』（1986年）、『Life is a Full-Time Occupation』（1988年）、『Hard Hat Zone』（1990年）、すべてジャネット・テレーズ・オブスト（1949年-2015年）の歌詞付き、から選んだ『ファイティング・アパシー・ウィズ・ショック』を発売した。このコレクションのリマスタリングは、オリジナル・アルバムを共同制作したステファン・W・テイラーが担当した。ハインはほぼすべての音楽を自分ひとりで演奏したが、フィクスのジェイミー・ウェスト＝オーラム、ザ・ポリスのスチュワート・コープランド、カフェ・ジャックスのボーカルであるクリス・トンプソンによる多大な協力があった。ハインの以前のプロジェクトを見守ってきたファンは、以前のソロ作品から脱却し、彼がグループの前に立つ姿を見て興味をそそられた。このレコードをサポートするためにヨーロッパ中のテレビ番組に出演した4人組は、その音楽と、とても強力なメディアの危険を訴える使命から組まれたものである。普通ではなく、皮肉のセンスが加味されたため、ハインに同行したメンバーは、ミュージシャンではなく俳優であった（Greg Crutwell、Andy Baker、Julian Clary）。つまりシンクマンはまったくもってリアルなバンドではなかった。この最後のアルバムがリリースされるまでに、バンドのメッセージはメディアのトピックから環境問題へと移り（「Take Them to the Traitors' Gate」という曲がチャールズ皇太子に捧げられた）、サポート・ミュージシャンの新しいチームが配置された。そのラインナップには、アンダーワールドのカール・ハイドとリック・スミスが含まれていた。
2020年6月5日にハインが亡くなったと報道された。

## ディスコグラフィ

### ソロ・アルバム
- 『ピック・アップ・ア・ボーン』 - Pick Up a Bone (1971年)
- 『アンフィニッシュド・ピクチャー』 - Unfinished Picture (1973年)
- 『イミュニティー』 - Immunity (1981年)
- 『漂流』 - Waving Not Drowning (1982年)
- 『飛翔への野望』 - The Wildest Wish to Fly (1983年)
- 『フォーミュラ』 - The Formula (1985年) ※シンクマン名義
- Better Off Dead (1985年) ※サウンドトラック
- Life is a Full-Time Occupation (1988年) ※シンクマン名義
- Hard Hat Zone (1990年) ※シンクマン名義
- The Deep End (1994年)
- Unshy on the Skyline - The Best of Rupert Hine (2015年) ※コンピレーション
- 『ファイティング・アパシー・ウィズ・ショック』 - Fighting Apathy With Shock - The Best of Rupert Hine as Thinkman (2019年) ※コンピレーション

### クォンタム・ジャンプ
- 『クォンタム・ジャンプ』 - Quantum Jump (1975年)
- 『BARRACUDA』 - Barracuda (1977年)
- Mixing (1979年) ※コンピレーション

### スピン・ワン・ツー
- 『スピン・ワン・ツー』 - Spin 1ne 2wo (1995年)

## プロデュース作品
- ジョン・パートウィー : "Who Is the Doctor" (1972年)
- ルパート・ハイン&サイモン・ジェフス : Score (TV music) (1973年) ※テレビ音楽
- イヴォンヌ・エリマン : 『フード・オブ・ラヴ』 - Food of Love (1973年)
- Various Artists : Colditz Breakpoint (1973年)
- ジョーンズィー : 『グロウイング』 - Growing (1974年)
- ケヴィン・エアーズ : 『夢博士の告白』 - The Confessions of Dr. Dream and Other Stories (1974年)
- クォンタム・ジャンプ : 『クォンタム・ジャンプ』 - Quantum Jump (1974年)
- ジョン・G・ペリー : 『サンセット・ウェイディング』 - Sunset Wading (1975年)
- ノヴァ : 『ブリンク』 - Blink (1976年)
- ルパート・ハイン : "Snakes Don't Dance Fast" (1976年)
- デイヴ・グリーンスレイド : 『カクタス・クワイア』 - Cactus Choir (1976年)
- ジョン・G・ペリー : Seabird (1976年)
- カフェ・ジャックス : 『ラウンド・ザ・バック』 - Round the Back (1977年)
- クォンタム・ジャンプ : 『BARRACUDA』 -Barracuda (1977年)
- アンソニー・フィリップス : 『ワイズ・アフター・ジ・イヴェント』 - Wise After the Event (1977年)
- ルパート・ハイン&サイモン・ジェフス : The Kenny Everett Video Show (1978年) ※テレビ音楽
- カフェ・ジャックス : 『インターナショナル』 - International (1978年)
- アフター・ザ・ファイヤー : Laser Love (1978年)
- アンソニー・フィリップス : 『サイズ』 - Sides (1979年)
- ルパート・ハイン : The Shout (1979年) ※サウンドトラック
- マレー・ヘッド : Between Us (1979年)
- クォンタム・ジャンプ : Mixing (1979年)
- キャメル : 『リモート・ロマンス』 - I Can See Your House from Here (1979年)
- Wildlife : Burning (1979年)
- ザ・メンバーズ : 『1980 - ザ・チョイス・イズ・ユアーズ』 - 1980 - The Choice is Yours (1980年)
- Various Artists : First Offenders (1980年)
- ルパート・ハイン : 『イミュニティー』 - Immunity (1981年)
- サーガ : 『パラレル・ワールド』 - Worlds Apart (1981年)
- ジョナ・ルウィ : Heart Skips Beat (1981年)
- フィクス : 『密室』 - Shuttered Room (1981年)
- ルパート・ハイン : 『漂流』 - Waving Not Drowning (1982年)
- ザ・ウォーターボーイズ : "A Girl Called Johnny" (1983年)
- フィクス : 『リーチ・ザ・ビーチ』 - Reach the Beach (1983年)
- サーガ : 『不思議の旅路』 - Heads or Tales (1983年)
- The Little Heroes : Watch the World (1983年)
- クリス・デ・バー : 『ゲッタウェイ』 - The Getaway (1982年)
- ルパート・ハイン : 『飛翔への野望』 - The Wildest Wish to Fly (1983年)
- フィクス : 『ファントムズ』 - Phantoms (1984年)
- ティナ・ターナー : 『プライヴェート・ダンサー』 - Private Dancer (1984年) ※一部曲
- ハワード・ジョーンズ : 『かくれんぼ』 - Human's Lib (1984年)
- ハワード・ジョーンズ : 『君を知りたくて (12インチャーズ)』 - The 12" Album (1984年)
- クリス・デ・バー : 『マン・オン・ザ・ライン』 - Man on the Line (1984年)
- マーティン・アンセル : An Englishman Abroad (1985年)
- ハワード・ジョーンズ : 『ドリーム・イントゥ・アクション』 - Dream into Action (1985年)
- ルパート・ハイン and Various Artists : Better Off Dead (1985年) ※サウンドトラック
- シンクマン : 『フォーミュラ』 - The Formula (1986年)
- フィクス : 『ウォークアバウト』 - Walkabout (1986年)
- Eight Seconds : Almacantar (1986年)
- ハワード・ジョーンズ : Action Replay (1986年)
- ティナ・ターナー : 『ブレイク・エヴリ・ルール』 - Break Every Rule (1986年) ※一部曲
- トンプソン・ツインズ : 『クロース・トゥ・ザ・ボーン』 - Close to the Bone (1987年)
- ボブ・ゲルドフ : 『ディープ・イン・ザ・ハート』 - Deep in the Heart of Nowhere (1986年) ※一部曲
- Various Artists : 『ザ・シークレット・ポリスマンズ・サード・ボール』 - The Secret Policeman's Third Ball (1987年) ※一部曲
- アンダーワールド : 『アンダーニース・ザ・レイダー』 - Underneath the Radar (1987年)
- Rebel Heels : One by One by One (1987年)
- シンクマン : Life Is a Full Time Occupation (1988年)
- The Joan Collins Fan Club : "Leader of the Pack" (1988年)
- スティーヴィー・ニックス : 『ジ・アザー・サイド・オブ・ザ・ミラー』 - The Other Side of the Mirror (1989年)
- ティナ・ターナー : 『フォーリン・アフェア』 - Foreign Affair (1989年) ※一部曲
- ラッシュ : 『プレスト』 - Presto (1989年)
- シンクマン : Hard Hat Zone (1990年)
- Various Artists : 『ワン・ワールド・ワン・ヴォイス』 - One World One Voice (1990年)
- フィクス : 『Ink』 - Ink (1990年) ※一部曲
- ブリス : 『雨のち 晴れ』 - A Change in the Weather (1990年)
- ボブ・ゲルドフ : 『ベジタリアンズ・オブ・ラブ』 - The Vegetarians of Love (1990年)
- ラッシュ : 『ロール・ザ・ボーンズ』 - Roll the Bones (1991年)
- レミー・オンガラ : Mambo (1992年)
- クリス・デ・バー : 『パワー・オブ・テン』 - Power of Ten (1992年)
- ハワード・ジョーンズ : 『イン・ザ・ランニング』 - In the Running (1992年)
- ボブ・ゲルドフ : 『ハッピー・クラブ』 - The Happy Club (1992年)
- スピン・ワン・ツー : 『スピン・ワン・ツー』 - Spin 1ne 2wo (1995年)
- ルパート・ハイン : The Deep End (1994年)
- ケイティ・セイガル : Well... (1994年)
- Various Artists : One Week or Two in the Real World (1994年) ※一部曲
- ミラ : 『風の物語』 - The Divine Comedy (1994年) ※一部曲
- レ・ネグレッセ・ヴェルテ : Zig Zague (1994年)
- Touch! : Marche avec moi (1994年)
- This Picture : City of Sin (1994年) ※一部曲
- Ezio : Black Boots on Latin Feet (1995年)
- エリック・セラ : 『007 ゴールデンアイ オリジナル・サウンドトラック』 - GoldenEye (1996年) ※一部曲
- ノア : 『コーリング』 - Calling (1996年)
- ダンカン・シーク : 『ダンカン・シーク』 - Duncan Sheik (1996年)
- マリアン・ゴールド : United (1996年)
- エリック・セラ : 『フィフス・エレメント オリジナル・サウンドトラック』 - The Fifth Element (1997年) ※一部曲
- Celtus : Moonchild (1997年)
- Thanks to Gravity : Start (1997年)
- Various Artists : Welcome to Woop-Woop (1998年) ※一部曲
- エリック・セラ : 『RXRA』 - RXRA (1998年)
- ダンカン・シーク : 『ハミング』 - Humming (1998年)
- エレノア・マックヴォイ : Snapshots (1999年)
- Stroke 9 : Nasty Little Thoughts (1999年)
- Rat Bat Blue : Greatest Hits – Vol. 2 (The Hungry Years) (1999年)
- ジェフリー・オリエマ : Spirit (2000年)
- スザンヌ・ヴェガ : 『ソングス・イン・レッド・アンド・グレイ』 - Songs in Red and Gray (2001年)
- Ra : From One (2002年) ※クレジットなし
- Teitur : Poetry & Aeroplanes (2003年)
- マーティン・グレッチ : Unholy (2005年)
- アマンダ・ゴースト : "Time Machine" (2006年)
- スチュアート・デイヴィス : Stuart Davis (2006年)
- T.D. Lind : Let's Get Lost (2007年)
- Various Artists : 『ソングス・フォー・チベット - アート・オブ・ピース』 - Songs for Tibet (2008年)
- Echo Echo : Fall Like You're Flying (2010年)
- ルパート・ハイン : Unshy on the Skyline (2015年)
- Various Artists : Songs for Tibet II (2015年)
- ルパート・ハイン : 『ファイティング・アパシー・ウィズ・ショック』 - Fighting Apathy With Shock (2019年)